# Santa Prisca
Santa Prisca är en kyrkobyggnad och titelkyrka i Rom, helgad åt den heliga jungfrumartyren Prisca. Kyrkan är belägen vid Via di Santa Prisca i Rione Ripa och tillhör församlingen Santa Prisca.

## Kyrkans historia
Kyrkans första skriftliga omnämnande återfinns i ett dokument från synoden i Rom år 499, i vilket kyrkan benämns titulus Aquilae et Priscae. Enligt uppgift omnämns kyrkan även i en inskrift från år 489, men detta är osäkert.
Påve Hadrianus I (772–795) överlät kyrkan åt basilianermunkar. År 1084 skövlades kyrkan av normander under Robert Guiscard; kyrkan restaurerades under påve Paschalis II (1099–1118). Under 1400-talet härjades kyrkan av en eldsvåda och övergavs av de benediktinermunkar, vilka förestod den. År 1445 lät påve Celestinus III (1445–1458) genomföra en genomgripande restaurering och förlänade kyrkan åt dominikanermunkar, vilka innehade kyrkan till början av 1600-talet, då augustinermunkar tog över den; dessa förestår kyrkan än i dag.
Fasaden från år 1600 i senmanierism är ritad av arkitekten Carlo Francesco Lambardi (1545–1619).

## Interiören
Kyrkan är en treskeppig basilika med absid. Högaltarmålningen utgörs av Domenico Crestis Den helige Petrus döper den heliga Prisca. Absiden är freskmålad av Anastasio Fontebuoni. Bland motiven ses Den heliga Priscas martyrium. I kyrkans baptisterium finns en dopfunt, i vilken enligt legenden aposteln Petrus ska ha döpt Prisca. I kyrkans krypta vördas hennes reliker.
Under kyrkan återfinns ett mithreum från 100-talet e.Kr.

## Omnämningar i kyrkoförteckningar
| Katalog                      | År         | Benämning                                            |
| ---------------------------- | ---------- | ---------------------------------------------------- |
| Catalogo di Cencio Camerario | 1192       | sce. Prisce                                          |
| Il Catalogo Parigino         | cirka 1230 | s. Prisca                                            |
| Il Catalogo di Torino        | cirka 1320 | Ecclesia sancte Prisce titulus presbiteri cardinalis |
| Il Catalogo del Signorili    | cirka 1425 | sce. Prisce                                          |

## Titelkyrka
Kyrkan stiftades som titelkyrka med namnet omkring år 112 av påve Alexander I.
Kardinalpräster under 1900- och 2000-talet
- Domenico Ferrata: 1896–1914
- Vittorio Amedeo Ranuzzi de' Bianchi: 1916–1927
- Charles-Henri-Joseph Binet: 1927–1936
- Adeodato Piazza: 1937–1949
- Angelo Giuseppe Roncalli, sedermera påve Johannes XXIII: 1953–1958
- Giovanni Urbani: 1958–1962
- José da Costa Nunes: 1962–1976
- Giovanni Benelli: 1977–1982
- Alfonso López Trujillo: 1983–2001
- Justin Francis Rigali: 2003–

## Kommunikationer
Närmaste tunnelbanestation är  Circo Massimo.

## Bilder
| - Santa Prisca. Tryck av Girolamo Francino från år 1588. - Interiören. - Dopfunt. - Mithreum under kyrkan. |